# Gumbo
O Gumbo ou Gombo (em português, gombô) é o prato mais marcante da culinária Cajun da Louisiana (sul dos Estados Unidos). É um guisado ou uma sopa grossa, geralmente com vários tipos de carne ou mariscos, que se come com arroz branco, podendo constituir uma refeição completa .
A palavra "gumbo" é de origem incerta, havendo duas fontes prováveis. A primeira é a palavra Bantu "(ki)ngombo", que significa quiabo  (um dos ingredientes utilizados para engrossar o molho). A outra fonte possível é a palavra Choctaw "kombo", que significa sassafrás (outro ingrediente utilizado para o mesmo efeito). 
A forma mais comum de engrossar o gumbo é começar por criar um roux (a base do molho béchamel, mas mais escuro), feito de farinha de trigo tostada em gordura. São-lhe depois adicionados vegetais cortados (cebola, aipo e pimento são geralmente descritos como "a santíssima trindade" do gumbo) e, finalmente, as carnes, mariscos e enchidos (ex., salsicha andouille ou kielbasa, ambas semelhantes ao chouriço português). 
Em vez do roux, alguns gumbos são engrossados com quiabo. Uma terceira forma de engrossar o molho do gumbo é com pó de sassafrás (também conhecido como "pó de filê"). Geralmente não se utiliza quiabo e sassafrás no mesmo prato, mas qualquer um dos dois pode ser utilizado em adição a um roux. Na maior parte dos gumbos modernos, o pó de sassafrás é servido à parte, para que cada um ponha a quantidade que desejar.